# DY 파틸 스타디움
DY 파틸 스타디움(영어: DY Patil Stadium, 마라티어: डी.वाय. पाटील स्टेडियम)은 인도 마하라슈트라주 나비뭄바이 내룰에 있는 다목적 경기장으로 뭄바이 시티 FC의 홈 구장으로 사용되고 있다.